# Leioproctus davisi
Leioproctus davisi är en biart som beskrevs av Maynard 1994. Leioproctus davisi ingår i släktet Leioproctus och familjen korttungebin. Inga underarter finns listade i Catalogue of Life.

## Bildgalleri

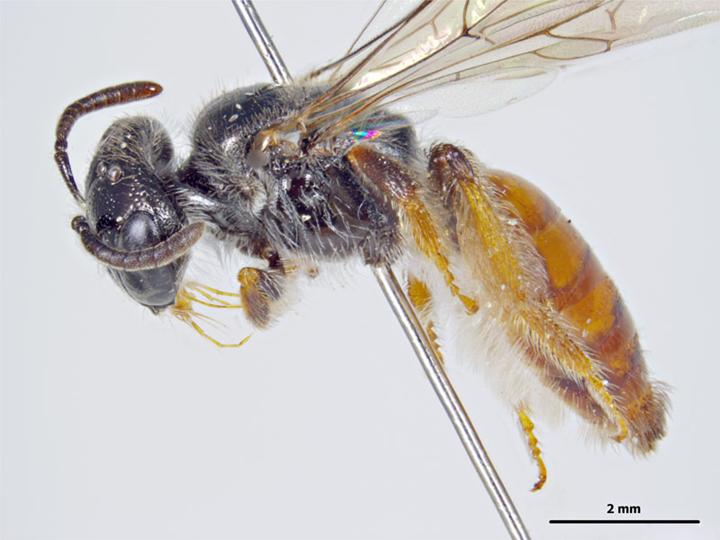
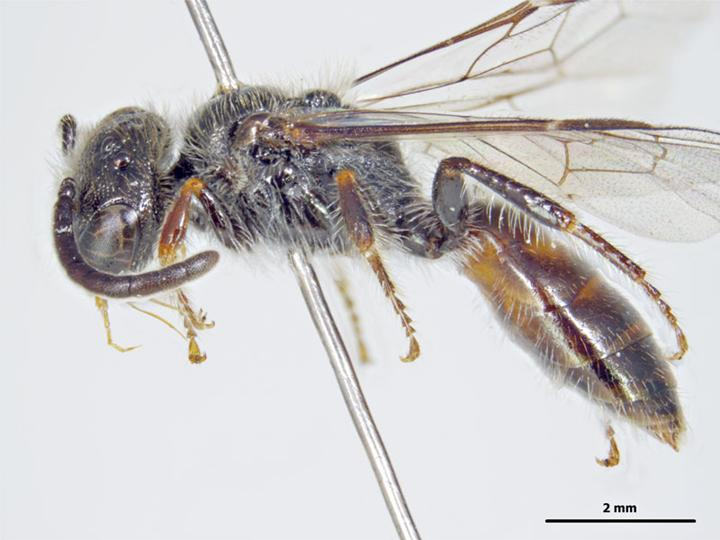